# Evdochia Lascarina
Evdochia Lascarina, cunoscută și ca Sofia Lascarina, (n. 1210 sau 1212 – d. 1247 sau 1253) a fost o prințesă  a Imperiului bizantin de la Niceea și soția lui Frederic al II-lea. Pentru scurt timp în 1229 ea a fost moștenitoarea ducatelor Austria și Stiria.

## Biografie

### Origine
Evdochia Lascarina provenea din familia bizantină Lascaris⁠(d) nobilă, dar nu foarte proeminentă, căreia i-a aparținut și Constantin Lascaris care a fost împărat al Imperiului Bizantin pentru câteva săptămâni în 1204–1205.
Evdochia a fost fiica lui Teodor I Lascaris (1177–1222), care în 1204, după cucerirea Constantinopolului în Cruciada a IV-a, a fugit cu numeroși susținători în capitala provinciei Niceea și fiind în exil s-a proclamat împărat al Bizanțului și a fost încoronat în 1208. El a cârmuit Imperiul de la Niceea până în 1222.
Mama Evdochiei a fost Anna Comnena Angelina (d. 1212), o fiică a lui Alexie al III-lea Angelos, împăratul Bizanțului (1195–1203) și a Eufrosinei Camatera (c. 1143 – c. 1211), fiica lui Andronicos Ducas Camateros (d. 1185, executat) și a soției lui Ne Cantacuzino.
În lipsa urmașilor de sex masculin, fiica cea mare a lui Teodor I, Irina Lascarina, a devenit moștenitoarea casei domnitoare. Tronul și numele Lascaris a fost preluat de familia celui de-al doilea soț al acesteia, Ioan al III-lea Ducas Vatațis, care a condus Imperiul Bizantin de la Niceea până în 1261.
Evdochia s-a născut în Niceea (astăzi İznik lângă orașul Bursa în Turcia) în jurul anilor 1210/1212, fiind cel de-al treilea copil al părinților ei. Niceea, un oraș antic, astăzi cunoscut mai ales datorită Crezului Niceean, datând din anul 325, a fost cucerit de selgiucizi în 1077 și a aparținut din nou Bizanțului începând din 1097 după asediul din Prima cruciadă. Din 1204 a fost capitala Imperiului de la Niceea, fondat de tatăl Evdochiei.
Copilăria ei a fost marcată de lupta pentru câștigarea controlului asupra fragmentelor Imperiului Bizantin (dizolvat temporar în Cruciada a IV-a în 1204), de conflictele cu dușmanii externi, ca Sultanatul de Rum sau cel de-al doilea Imperiu Bulgar al dinastiei Asăneștilor, și de rivalitățile dintre statele care pretindeau moștenirea Imperiului Bizantin. 
În ciuda tuturor provocărilor, tatăl Evdochiei a reușit să învingă Sultanatul de Rum în 1211.
Atacurile Imperiului Latin sub împăratul Henric I al Flandrei au fost, de asemenea, respinse. Încercarea tatălui Evdochiei de a cuceri Constantinopolul a eșuat, dar o compensație de durată a fost stabilită la sfârșitul anului 1214 prin Tratatul de pace de la Nymphaion.

### Căsătorie în scop politic
În situația politică dificilă, căsătoria juca un rol strategic important. Evdochia a avut două mame vitrege succesive după moartea mamei sale în 1212.
Pe 24 noiembrie 1214 tatăl ei s-a căsătorit cu Filipa a Armeniei (n. 1183, divorțată în 1216, d. înainte de 1219), fiica lui Ruben al III-lea conducătorul Regatului Armean al Ciliciei.
În 1219 tatăl Evdochiei s-a căsătorit pentru a treia oară cu Maria de Courtenay care a fost din 1222 regentă a Imperiului de la Niceea și după moartea soțului ei pentru fratele ei Robert de Courtenay, regentă a Imperiului Latin (d.c. 1228), fiica lui Petru al II-lea de Courtenay, împărat în Imperiul Latin de Constantinopol (1216-1219), aparținând dinastiei Capetienilor. 
Parte a acestei strategii a căsătoriilor au fost și surorile Evdochiei:
- Irina Lascarina (d. 1239 fiind călugăriță cu numele Eugenia) a fost căsătorită de două ori:
  - înainte de 1212 cu Constantin Ducas Paleologos (d. în jurul anului 1212),
  - în jurul lui 1212 cu Ioan al III-lea Ducas Vatațis, care i-a succedat socrului său (1222 – 1254) ca împărat al Niceei.
- Maria Lascarina (n. 1206 – d. 1270) căsătorită în 1216 cu Bela al IV-lea, regele Ungariei (1235–1270) din dinastia Arpadiană.

În 1222, un moment de cotitură important în viața Evdochiei a fost moartea tatălui ei împăratul Teodor I, succedat de cumnatul ei, Ioan al III-lea Ducas Vatațis, ca al doilea împărat bizantin al Niceei. Acest transfer de putere a fost contestat de unchii Evdochiei, Alexie Lascaris și Isaac Lascaris, care au încercat, cu sprijinul Imperiului Latin de Constantinopol, să-l alunge pe Ioan al III-lea pentru a prelua ei stăpânirea Imperiului de la Niceea. În acest plan Evdochia avea să joace un rol esențial: ea urma să fie mireasa împăratului latin Robert I de Courtenay (1221–1228). După moartea tatălui ei în 1222, unchii au răpit-o pe Evdochia, în vârstă de aproximativ unsprezece ani, au dus-o la Constantinopol și acolo au logodit-o cu împăratul Robert, care a promis că va sprijini pretenția ei la tronul Niceei.
Aceastei logodne s-a opus însă Patriarhul Manuel al Niceei întrucât cei doi viitori soți erau rude apropiate. Acest fapt este raportat de cronicarul Georgios Akropolites. Interdicția acestei căsătorii se baza pe faptul că tatăl ei, împăratul Teodor I, era căsătorit a treia oară cu Maria de Courtenay, sora împăratului Robert, iar Evdochia ar fi devenit astfel cumnata mamei ei vitrege.

### Legătura cu Austria
Evdochia a fost logodită în 1229 cu Frederic al II-lea Certărețul, care moștenise în 1228 Ducatele Austria și Stiria după moartea fratelui său mai mare, Henric cel Crud.
O explicație pentru căsătoria unui conducător austriac cu o prințesă bizantină este ușor de găsit: ducele Leopold al VI-lea cel Glorios, care aranjase căsătoria fiului său Frederic al II-lea, fusese el însuși căsătorit cu o prințesă a Bizanțului, Teodora Angelina. În același timp Frederic trebuia să protejeze granițele ducatelor sale împotriva Boemiei, care invadase Austria în 1226 și, de asemenea, împotriva Ungariei. Acest scop putea fi atins printr-o căsătorie cu prințesa Niceei, deoarece regele Bela al IV-lea al Ungariei (1235–1270) era căsătorit cu sora Evdochiei, Maria Lascarina. Prin căsătoria cu Evdochia Lascarina, Frederic al II-lea devenea cumnatul puternicului său vecin.
O ocazie pentru ridicarea interdicției căsătoriei a oferit-o Cruciada a cincea, la care a participat după multe ezitari, împăratul Frederic al II-lea, împins probabil de ducele Leopold al VI-lea. Căsătoria a avut loc în 1228.
Istoricul Albericus Trium Fontanum relatează că ducele Austriei s-a căsătorit cu una dintre fiicele lui Lascarum Grecum, căsătorie care se va fi realizat probabil, deși există și suspiciuni că a fost doar o logodnă întreruptă în 1229.
În orice caz, această căsătorie nu a durat mult, deoarece ducele Frederic al II-lea Certărețul a renunțat la scurt timp după aceea la Evdochia și în același an s-a căsătorit cu Agnes, prințesa de Merano, moștenitoarea lui Otto I, ducele de Merano.
Câțiva ani mai târziu Evdochia a devenit a treia soție a lui Anseau de Cayeux (n. 1195 sau 1205 – d. 1273 sau 1276) în 1239/1247, care a fost regent al Imperiului Latin de la Constantinopol între 1237 și 1239. Ea a murit în 1247 sau1253.

## Căsătorie și descendenți
Evdochia s-a căsătorit prima dată după 1229 cu Frederic al II-lea, ducele Austriei și Stiriei (n. 1210 – d. 1246). Prin această căsătorie Evdochia devenise ducesă moștenitoare a Austriei și Stiriei. (Dacă această căsătorie a fost într-adevăr încheiată, ea a fost desfăcută în același an.)
Evdochia s-a căsătorit cu Anseau de Cayeux (al-V-lea) (n. 1195/1205 – d. între 13. mai 1273 și martie 1276), conducător al Imperiului Latin între 1237–1239. Din această căsătorie a rezultat o fiică:
- Evdochia sau Marie de Cayeux (d. înainte de 1275).